# Bellulia mariannae
Bellulia mariannae là một loài bướm đêm thuộc họ Erebidae. Nó được tìm thấy ở Thái Lan.
Sải cánh dài khoảng 12 mm. Cánh trước màu nâu đen. Cánh dưới màu nâu hơi xám.